# Adam Žuvić
Adam Žuvić je bio znameniti hrvatski graditelj orgulja. Osnivač 1847. i prvi predsjednik čitaonice (knjižnice) u Koprivnici. Djelovao je kao župnik - župa Koprivnički Ivanec od 1806. do 1836. i Župa Sv. Nikole Koprivnica od 1836. do 1863. napisao je nekoliko povijesnih djela koja su ostala u rukopisu (npr. Kapela Svetog Vida kraj Koprivnice). 